# Els Alamús
Els Alamús – gmina w Hiszpanii, w prowincji Lleida, w Katalonii, o powierzchni 20,4 km². W 2011 roku gmina liczyła 751 mieszkańców.